# Piers Gaveston
Piers Gaveston, primer comte de Cornualla (c. 1284 - 19 de juny de 1312) va ser un noble anglès d'origen gascó, i el favorit d'Eduard II d'Anglaterra.
De jove va causar una bona impressió a Eduard I "Longshanks", i va ser assignat a la casa del fill del rei, Eduard de Caernarfon. La parcialitat del príncep per Gaveston va ser tan extravagant que Eduard I va enviar el favorit a l'exili, però va ser recordat uns mesos més tard, després que la mort del rei provoqués l'ascens del príncep com a Eduard II. Edward va atorgar el comte de Cornualla a Gaveston i va fer que es casés el 1307 amb la seva neboda Margaret de Clare, comtessa de Gloucester, germana del poderós comte de Gloucester.
Company de joventut del rei Eduard, el va dominar per complet, fent-se còmplice del seu desarreglament llicenciós. Quan Eduard II va emprendre el seu viatge a França, va ser confiada a Gaveston la regència del regne, però va governar amb tal tirania, que els nobles es van queixar al rei, i aquest, al seu retorn, va bandejar al favorit. Però aviat va ser perdonat i va tornar a la cort, de la qual va ser novament expulsat, a petició del Parlament. Però altra vegada va aconseguir el perdó del monarca, i havent esclatat la guerra civil i indignats els magnats anglesos de la tirania del privat li van fer tallar el cap el 19 de juny de 1312.

## Qüestions de sexualitat
Va ser insinuat pels cronistes medievals, i ha estat al·legat pels historiadors moderns, que la relació entre Gaveston i Edward era homosexual. Els Annales Paulini afirmen que Edward estimava Gaveston "més enllà de la mesura", mentre que Lanercost Chronicle diu que la intimitat entre ells era "indeguda". La Crònica de Melsa afirma que Edward "estava particularment encantat amb el vici de la sodomia", sense fer una referència especial a Gaveston.[96] La representació de Gaveston com a homosexual va continuar en representacions de ficció, com l'obra de Christopher Marlowe Eduard II de principis de la dècada de 1590, i l'adaptació de 1924 d'aquesta obra de Bertolt Brecht i Lion Feuchtwanger.
Els historiadors moderns han estat dividits sobre la qüestió. T. F. Tout, escrivint el 1914, va rebutjar la idea. J. S. Hamilton, que va escriure una biografia de Gaveston el 1988, en canvi diu que "no hi ha dubte que el rei i el seu favorit eren amants". Pierre Chaplais, escrivint uns anys més tard, tenia més reserves. Chaplais cita el fet que Edward va tenir quatre fills amb la seva dona, i fins i tot un fill extramatrimonial, així com el silenci relatiu dels comentaristes contemporanis sobre el tema. També li costa creure que Felip IV de França hagués permès que el rei anglès es casés amb la seva filla Elisabet si se sabia que Edward era homosexual. Mark Ormrod ha assenyalat l'anacronisme inherent de parlar d'homosexualitat en un context medieval. En canvi, Ormrod suggereix que l'enfocament hauria de centrar-se en la motivació darrere de l'ús de la sexualitat en els atacs contemporanis contra el Rei i Gaveston.
Si el rei i Gaveston eren realment amants, queda la qüestió de quin efecte va tenir això en les seves respectives carreres i eventuals caigudes. John Boswell, en el seu Christianity, Social Tolerance, and Homosexuality, anomena l'amant de Gaveston Edward, i escriu que hi ha pocs dubtes "que l'esposa d'Edward i els barons d'Anglaterra eren violentament hostils a les inclinacions sexuals d'Edward, tot i que va complir amb escreix el seu deures reials en tenir quatre fills amb Isabel". Boswell argumenta que Edward i Gaveston van ser víctimes d'una nova preocupació per la moral sexual entre els poders seculars d'Europa, manifestada poc abans en el judici dels Cavallers Templers el 1307. Aquesta interpretació és discutida per Hamilton. "El favorit va ser assassinat pel seu control del patrocini", escriu Hamilton, "no pel seu accés a la cambra del rei". Aquest mateix punt de vista també l'expressa Roy Martin Haines, en la seva biografia del Rei de 2003.

## En la litografia
El cap de Piers Gaveston, 1r comte de Cornualla, és lliurat a Thomas, 2n comte de Lancaster; Humphrey de Bohun, 4t comte de Hereford; i Edmund FitzAlan, 9è comte d'Arundel, per a la inspecció. Això es va publicar a: Doyle, James William Edmund (1864) «Edward II» en A Chronicle of England: B.C. 55 – 1485 dC, Londres: Longman, Green, Longman, Roberts & Green, pàg. pàg. 280 Consulta: 12 de novembre de 2010.